# Orahovica
Orahovica – miasto w Chorwacji, w żupanii virowiticko-podrawskiej, siedziba miasta Orahovica. W 2011 roku liczyło 3954 mieszkańców.